# L'era glaciale 3 - L'alba dei dinosauri
L'era glaciale 3 - L'alba dei dinosauri (Ice Age: Dawn of the Dinosaurs) è un film d'animazione del 2009, diretto da Carlos Saldanha; prodotto dai 20th Century Animation, in co-produzione con Blue Sky Studios, e distribuito da 20th Century Fox.
Co-diretto da Mike Thurmeier, si tratta del secondo sequel del franchise e sequel de L'era glaciale 2 - Il disgelo (2006), anch'esso diretto da Saldanha. Il cast vocale è composto da Ray Romano, John Leguizamo, Denis Leary, Queen Latifah, Josh Peck, Sean William Scott, Chris Wedge (nel ruolo di Scrat) con l'aggiunta di Simon Pegg nel ruolo di Buck.
Il film è uscito il 1 luglio 2009, diventando il primo film de L'era glaciale e il primo film della 20th Century Fox ad essere distribuito in 3D. Ha ricevuto recensioni contrastanti dalla critica ma è stato accolto molto positivamente dal pubblico e ha incassato 886,6 milioni di dollari in tutto il mondo, diventando così il terzo film d'animazione con il maggior incasso del 2009. 
Dopo l'acquisto della 21st Century Fox, da parte della The Walt Disney Company, la pellicola è disponibile sulla piattaforma streaming Disney+.

## Trama
Lo scoiattolo Scrat, intento a occuparsi della sua amata ghianda, incontra una bellissima scoiattolina volante di nome Scrattina e se ne innamora da subito. Poiché i desideri di entrambi sono rivolti alla stessa ghianda, ha inizio una contesa tra i due. Inizialmente Scrat ha la meglio, ma Scrattina, piangendo, lo impietosisce, facendosi consegnare la ghianda e gettando il rivale in un burrone.
Intanto, i mammut Manny ed Ellie stanno aspettando il loro primo figlio: Manny è molto emozionato e ha costruito un parco giochi per il piccolo in arrivo, facendo molta cura a rimuovere tutti gli ostacoli che il cucciolo potrebbe incontrare. La tigre Diego, intanto, sta realizzando che la vita tranquilla condotta fino a quel momento con i suoi amici gli sta facendo perdere lo smalto di un tempo. Con il figlio di Manny in arrivo, Diego comincia inoltre a sentirsi di troppo all'interno del branco e decide di separarsi dai suoi amici: a nulla servono i tentativi di convincere la tigre di Sid, che comincia dunque a cercarsi una nuova famiglia. Camminando su una sottile lastra di ghiaccio che si rompe al suo passaggio, Sid cade in una caverna sotterranea, dove trova tre uova. Vedendole incustodite, il bradipo decide di portarle in superficie e gli dà dei nomi: Gustuovo, Chiara e Tuorlino, prendendole con sé e accudendole come fossero suoi figli.
Accortisi di quanto sta accadendo a Sid, Manny ed Ellie cercano di convincere il bradipo a riportare le uova nel luogo del ritrovamento, convinti che la madre li stia cercando. Sid non ha nessuna intenzione di abbandonare le uova, desideroso di crearsi una famiglia e credendo di essere pronto a diventare genitore. La mattina dopo le uova si schiudono: ne escono tre cuccioli di dinosauro, che si dimostrano subito dei combinaguai, ma ai quali Sid si affeziona da subito. Prendendo molto seriamente il ruolo di "madre", Sid cerca di proteggere i piccoli e dar loro buoni insegnamenti.
Improvvisamente la terra inizia a tremare e gli animali sentono dei ruggiti: si tratta di una femmina di T-Rex, che si manifesta in tutta la sua grandezza nel regno animale tra lo sgomento di tutti i presenti. Il dinosauro è venuto a recuperare i suoi figli, che Sid aveva preso nella caverna, ma il bradipo rifiuta di separarsi dai cuccioli che ormai considera suoi, sfidando la Mamma T-Rex a passare sul suo corpo; in tutta risposta, il dinosauro afferra con la sua bocca sia i cuccioli che Sid, per poi tornare da dove è venuto. Testimoni della scena, Manny, Ellie e gli opossum Eddie e Crash decidono di andare a salvare Sid, nonostante Manny cerchi di scoraggiare Ellie dal partecipare alla spedizione, data la pericolosità della missione ed essendo la mammut nella fase finale della gravidanza. Il gruppo segue le tracce lasciate da Mamma T-Rex fino all'ingresso di una caverna sotterranea, dove incontrano Diego, recatosi lì per lo stesso motivo.
Uscito dalla caverna, il gruppo si trova davanti uno spettacolo sorprendente: senza saperlo, gli animali avevano sempre vissuto sopra ad un mondo privo di ghiaccio e popolato dai dinosauri. Subito attaccato da un anchilosauro, il branco tenta la fuga scivolando sul dorso di un brachiosauro, ma è solo l'intervento di Buck, un furetto spericolato con un occhio bendato, a salvare il gruppo dagli altri dinosauri, le cui dimensioni superano di gran lunga anche quelle dei mammut. Dopo che Manny e Diego rischiano di morire intrappolati da una pianta carnivora, venendo salvati nuovamente da Buck, Ellie chiede al furetto il suo aiuto nella ricerca di Sid; Buck, esperto del posto, accetta la richiesta. Dopo aver superato "l'Abisso della Morte", seppur con qualche imprevisto dovuto ai "gas velenosi" nell'aria che conducono alla morte da risata, il branco si accampa per la notte. In questa occasione Buck racconta al resto del gruppo la sua storia: il furetto conduce da anni una lotta personale contro Rudy, un baryonyx albino, che durante un incontro ravvicinato lo aveva accecato all'occhio destro cercando di mangiarlo. Di quella disavventura Buck conserva un dente appartenente allo stesso dinosauro, recuperato durante la fuga e ora usato come coltello.
Nel frattempo, Sid compete con Mamma T-Rex nell'educazione dei cuccioli, anche se con scarsi risultati, visto che i piccoli preferiscono la carne che procura loro la madre alle verdure che raccoglie il bradipo. Dei ruggiti in lontananza a segnalare la vicinanza di Rudy preoccupano persino Mamma T-Rex, che intanto ha iniziato a placare la sua furia contro Sid e lo ha accolto nella sua tana. Il giorno successivo Buck, Manny, Ellie, Diego, Crash e Eddie raggiungono la "Pianura del Lamento", che appare devastata dal passaggio di Rudy. Mentre il gruppo attraversa le rocce pericolanti che compongono il luogo, Ellie inizia ad avere le doglie ed è costretta a fermarsi. La zona è infestata da feroci guanlong, che vedono in Ellie una facile preda; Manny e Diego decidono perciò di rimanere ad aiutare la mammut, mentre Buck, Eddie e Crash proseguono il loro cammino.
Sid viene trovato e inseguito da Rudy, un essere enorme ben più grande perfino di Mamma T-Rex. Nella fuga, il bradipo finisce su una roccia galleggiante su un fiume di lava: la corrente sta conducendo Sid verso una cascata e dunque verso la morte. Intanto Buck, Crash e Eddie si spostano in volo cavalcando un arpactognato, ma sono inseguiti da un gruppo di quetzalcoatlus, che alla fine vengono messi fuori gioco; il furetto e gli opossum riescono a trovare Sid e lo salvano appena in tempo. Nel frattempo, mentre Diego e Manny tengono impegnati i Guanlong, Ellie dà alla luce una femmina. Messi in fuga i dinosauri, Manny ed Ellie decidono di chiamare la figlia Pesca, essendo il cucciolo dolce, rotondo e coperto di peluria proprio come il frutto.
Il branco si riunisce, completo anche di Sid, e seguendo Buck viene accompagnato alla caverna che conduce al mondo glaciale. Tuttavia, qui Manny, Ellie, Buck, Diego, Sid, Eddie e Crash si imbattono in Rudy, che li attacca e li insegue. Unendo le forze, il gruppo riesce ad immobilizzare il Baryonyx con delle liane, ma Sid, inciampando su una liana spezzandola, libera nuovamente il dinosauro. In aiuto al gruppo in difficoltà giunge però Mamma T-Rex, che spinge Rudy in un profondo crepaccio, apparentemente uccidendolo. A questo punto Sid si convince a lasciare i cuccioli a Mamma T-Rex e saluta i dinosauri per l'ultima volta: il branco è finalmente pronto a tornare in superficie. Buck accetta inizialmente l'invito di Diego ad unirsi al gruppo, ma mentre sta attraversando la caverna che conduce al mondo glaciale sente i ruggiti di Rudy, che non è morto come tutti credevano. Il furetto decide allora di rimanere in quella che è la sua vera casa, ossia in mezzo ai dinosauri e a Rudy, che vuole nuovamente affrontare.
Il branco torna alla sua vita sul mondo in superficie, Pesca gioca per la prima volta con la neve e Diego si rende conto che la vita avventurosa che cercava la sta già vivendo insieme ai suoi amici; decide dunque di rimanere a far parte del branco. Nel frattempo, Buck si diverte a sottomettere Rudy, che cavalca e doma con l'ausilio di alcune liane.
Scrat si è intanto fidanzato con Scrattina, ma di fronte alle difficoltà della vita di coppia lo scoiattolo decide di tornare a correre dietro alla sua ghianda, lasciando la fidanzata nel regno dei dinosauri e tornando in superficie; tuttavia cade un pezzo di lastra di ghiaccio che fa cadere la ghianda dalle zampe di Scrat, che, in preda alla disperazione, caccia un urlo.
Durante i titoli di coda, si può vedere che Sid va a trovare i cuccioli e Mamma T-Rex ballando insieme a loro con sottofondo la canzone Walk the Dinosaur, mentre Scrat e Scrattina continuano a lottare per la ghianda.

## Produzione
Dopo il grande successo de L'era glaciale 2 - Il disgelo, la produzione, in accordo con il regista Carlos Saldanha, aveva deciso di creare un terzo capitolo, per dar vita ad una trilogia e magari in futuro ad un ulteriore episodio. Gli sceneggiatori Michael Berg e Peter Ackerman furono incaricati di preparare una stesura che sarebbe stata incentrata sui dinosauri. Il film è uscito negli Stati Uniti il 1º luglio 2009, mentre in tutto il mondo dall'agosto in poi, anche in formato digitale 3D.

## Promozione
Il primo teaser trailer del film è uscito in anteprima nei cinema americani il 19 gennaio 2008. Il 5 gennaio 2009, viene annunciata la presenza di un cortometraggio che dovrebbe anticipare l'uscita del film. Il corto si intitola Surviving Sid e ha per protagonista Sid, con un cameo di Scrat. Nel corto, Sid cerca di addestrare un gruppetto di cuccioli in "campeggio", con risultati tragicomici. A marzo 2008 è uscito il trailer del film in cui si vede Scrat, in una immensa distesa di neve che cerca di prendere la sua ghianda; all'improvviso però il vento cessa e lui cade nel cratere formatosi sotto di lui ritrovandosi sulla coda di mamma T-rex.

## Distribuzione
Il film è uscito nelle sale cinematografiche statunitensi il 1º luglio 2009, mentre in Italia è uscito il 28 agosto 2009, benché sia stato proiettato in anteprima tra il 12 e il 19 luglio 2009 al corso Ischia Global Film Festival ad Ischia, riscuotendo grande successo sia tra i bambini che tra gli adulti.
Il film, insieme agli altri film della saga, è stato reso disponibile su Disney+ il 1º marzo 2020 negli Stati Uniti e il 28 marzo 2020 in Italia.

## Accoglienza

### Incassi
Il film ha guadagnato 196573705 $ in Nord America e 690113112 $ nel resto del mondo, per un incasso globale di 886686817 $ a fronte di un budget di 90 milioni di dollari. In tutto il mondo, è il terzo film con il maggior incasso del 2009, il film d'animazione con il maggior incasso del 2009, il film della saga L'era glaciale con il maggior incasso ed il 19º film d'animazione con maggiori incassi nella storia del cinema.
In Italia in un solo fine settimana ha raccolto circa 6840000 €, arrivando a incassare, a fine corsa, 29694180 €, che gli consegna il primato nell'anno solare 2009. È il 16º film con maggiori incassi in Italia.

### Critica
Il film, nonostante abbia avuto recensioni miste da parte della critica cinematografica, ha avuto un grande successo di pubblico che ha lodato la trama, il peso emotivo, l'umorismo, il cast, le scene d'azione, lo sviluppo dei personaggi e il personaggio di Buck. Le critiche sono per lo più basate sulle dimensioni di Rudy, essendo il vero Baryonyx più piccolo di quello mostrato nel film, e dei dinosauri in generale, che sono esageratamente più grandi dei mammiferi.
Su Rotten Tomatoes, il film ha un indice di gradimento del 46% basato su 164 recensioni e una valutazione media di 5,4/10. Il consenso critico del sito recita: "L'era glaciale - L'alba dei dinosauri vanta un'animazione eccellente - in particolare, i dinosauri sono meravigliosamente realizzati - ma la sua storia è stanca e monotona". Su Metacritic, il film ha un punteggio di 50/100 basato su 25 critici, indicando "recensioni contrastanti o nella media".
Roger Ebert ha assegnato al film tre stelle e mezzo su quattro affermando che "L'era glaciale - L'alba dei dinosauri è il migliore dei tre film sui nostri amici nel branco inter-specie di coraggiosi eroi preistorici. E coinvolge alcuni dei migliori usi del 3D che abbia mai visto in un film d'animazione." Keith Phipps di The A.V. Club ha classificato il film con una C+ affermando che il sequel "butta via il suo impegno per l'era con il film numero tre, uno stratagemma che farà sicuramente arrabbiare i puristi dell'era glaciale ovunque". Carrie Rickey di The Philadelphia Inquirer ha apprezzato "l'arte dell'animazione del film è Seuss-fantasioso", ma ha stroncato "la piattezza della storia e il doppiaggio indifferente tanto più evidente."

## Riconoscimenti
- 2010 - Saturn Award
  - Nomination Miglior film d'animazione
- 2010 - People's Choice Award
  - Nomination Miglior film per famiglie
- 2009 - Visual Effects Society
  - Nomination Miglior personaggio animato (Buck) a Simon Pegg e Peter DeSève
  - Nomination Miglior animazione a Galen T. Chu, Jeff Gabor, Anthony Nisi e Melvin Tan
- 2010 - ASCAP Award
  - Top Box Office Films a John Powell
- 2010 - Annie Award
  - Nomination Miglior recitazione a John Leguizamo
  - Nomination Miglior colonna sonora a John Powell
- 2010 - Artios Award
  - Nomination Miglior casting per un film d'animazione a Christian Kaplan
- 2010 - Kids' Choice Award
  - Nomination Miglior film d'animazione
  - Nomination Miglior doppiaggio a Ray Romano
- 2010 - Young Artist Award
  - Nomination Miglior attrice giovane a Joey King
- 2010 - World Soundtrack Award
  - Nomination Compositore dell'anno a John Powell

## Altri media

### Videogioco
Nel 2009 dopo l'uscita del film viene realizzato un videogioco omonimo per Wii, Playstation 2, Pc, Xbox 360 e Playstation 3 chiamato appunto L'era glaciale 3 - L'alba dei dinosauri.

#### Differenze fra il film e il videogioco
- Nel videogioco Buck è una donnola, nel film è un furetto.
- Nel videogioco Buck ha una frusta, nel film ha un coltello (la frusta è sicuramente in riferimento a Indiana Jones).
- Nel videogioco i dinosauri presenti sono il Tirannosauro, il Troodonte, il Dilofosauro, il Guanlong, il Brachiosauro, l'Anchilosauro, il Casmosauro (chiamato erroneamente triceratopo), il Pachicefalosauro, il Caudipteryx, il Kentrosauro, l'Iguanodonte, lo Pteranodonte, il Quetzalcoatlo e il Baryonyx.

### Sequel
Inizialmente L'era glaciale 3 sarebbe dovuto essere l'ultimo film della serie, ma qualche tempo dopo la sua uscita, venne confermato il quarto capitolo, con un'uscita fissata nel luglio 2012.